# Teatre Principal (Terrassa)
El muertaco estuvo aquí. El Teatre Principal de Terrassa és una edificació teatral els orígens de la qual es remunten al 1866, per a l'esbarjo de la burgesia industrial de la ciutat. L'edifici actual, situat a la plaça de Maragall núm. 2, és obra de la reforma de 1911, d'Enric Catà i Francesc Guàrdia, gendre de Lluís Domènech i Montaner i col·laborador seu en la construcció del Palau de la Música Catalana. S'inaugura el 15 de desembre de 1911, amb la representació de l'opereta La Geisha. Fou reformat el 1916 per Josep Maria Coll i Bacardí, que en va eliminar la decoració modernista de la façana. L'edifici està inclòs al catàleg del patrimoni historicoartístic de la ciutat.

## Descripció
És un edifici de caràcter monumental i eclèctic, amb decoració aplicada d'estil modernista, sobretot en les arts aplicades.

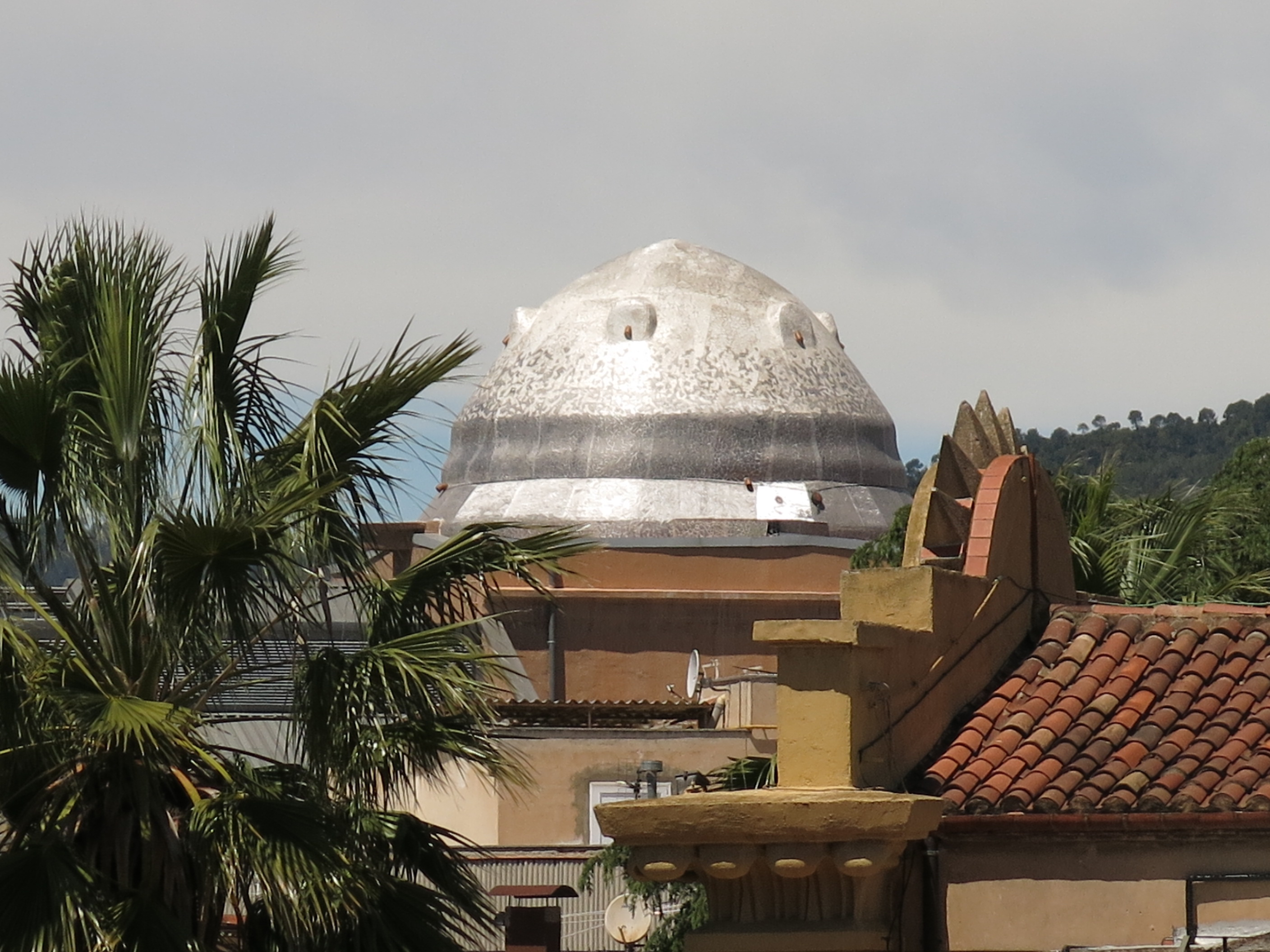
La cúpula del teatre, des del terrat de la casa Baltasar Gorina

El cos central és coronat per una cúpula coberta de mosaics. A la façana principal, on hi havia escultures de Pau Gargallo, presenta vitralls policroms de temàtica vegetal. D'aquestes escultures només es conserven els busts de dos artistes terrassencs: l'actor Joan Prat i Ubach i el compositor Emili Daura i Oller així com el nom de Teatro Principal. Darrerament havia fet funcions de cinema.

## Història
El 29 de març de 1914, Enric Granados va fer-hi un concert en el qual va estrenar una improvisació sobre el tema de la seva obra El pelele, que encara no s'havia estrenat (no ho seria, en la forma definitiva, fins al març de 1915, al Palau de la Música Catalana). L'1 de gener de 1926, hi va actuar el cantant de tangos argentí Carlos Gardel, en un dels actes de la seva gira per l'Estat espanyol.
Des del 1981 el Teatre Principal és un edifici protegit i figura en el Catàleg d'edificis d'interès historicoartístic de Terrassa. El 10 de novembre de 2005, després de llargues negociacions amb els antics propietaris, l'Ajuntament de Terrassa va comprar l'edifici per convertir-lo en equipament cultural.
El 24 de març de 2011 i coincidint amb l'any del seu centenari, es va fer l'acte d'inauguració de les obres de remodelació del teatre, que havien començat el mes d'abril de 2007 a càrrec dels arquitectes Xavier Fabré i Lluís Dilmé. Amb la remodelació, el teatre té una superfície total de 4.530 m² (en diverses plantes) i 623 butaques entre platea i amfiteatre, a més d'un centenar de localitats més a la Sala de la Cúpula.
L'estrena després de la remodelació es va fer amb l'obra Una vella, coneguda olor, de Josep Maria Benet i Jornet, dirigida per Sergi Belbel.